# Pol Fiction
 (mai 2017).
Si vous disposez d'ouvrages ou d'articles de référence ou si vous connaissez des sites web de qualité traitant du thème abordé ici, merci de compléter l'article en donnant les références utiles à sa vérifiabilité et en les liant à la section « Notes et références ».
Pol Fiction est un sketch français créé par l'équipe des Guignols de l'info en 1994. C'est une parodie de Pulp Fiction traitant de la « trahison » politique d'Édouard Balladur, sur le point de se porter candidat aux primaires du RPR en vue de l'élection présidentielle de 1995, se posant ainsi en adversaire de Jacques Chirac.

## Synopsis
Deux truands, Jacques Chirac et Philippe Séguin, recherchent leurs anciens amis, dirigés par Édouard Balladur, qui les ont trahis.

## Distribution
Le film met en scène les marionnettes des hommes politiques français suivants (entre parenthèses le nom de l'imitateur pour la voix du personnage). Les personnages de Pulp Fiction dont le personnage du sketch s'inspire fait suite, toutes les situations de Pol Fiction ne s'inspirant pas forcément du film de Tarantino.
- Jacques Chirac (Yves Lecoq) : Vincent Vega
- Édouard Balladur (Yves Lecoq) : Butch Coolidge
- Philippe Séguin (Yves Lecoq) : Jules Winnfield
- Valéry Giscard d'Estaing (Jean-Eric Bielle)
- Charles Pasqua (Jean-Eric Bielle)
- Raymond Barre (Jean-Eric Bielle)
- François Léotard (Yves Lecoq) : le truand caché dans les toilettes
- Gérard Longuet (Jean-Eric Bielle) : Roger
- Nicolas Sarkozy (Yves Lecoq) : Brett